# Fantaisie en fa mineur (Chopin)
Pour les articles homonymes, voir Fantaisie en fa mineur.
La Fantaisie en fa mineur opus 49 est une vaste pièce pour piano de structure libre composée par Frédéric Chopin. Composée en 1841 et dédiée à une de ses élèves, la princesse Catherine de Souzzo (fille de Mme Obreskoff), elle est publiée en 1841 chez l'éditeur Schlesinger à Paris.

## Analyse de l'œuvre
- Tempo di marcia : deux thèmes sont développés, s'enchaînant directement l'un à l'autre. Voici le premier qui ouvre l'œuvre :

- Agitato
- Stretto
- Lento sostenuto
- Tempo primo
- Adagio sostenuto
- Assaï allegro